# Kostel Navštívení Panny Marie (Deštnice)
Kostel Navštívení Panny Marie je římskokatolický filiální kostel zasvěcený Navštívení Panny Marie v Deštnici v okrese Louny. 
Dobu, kdy byla v Deštnici postavena církevní stavba, nelze přesně určit. Topograf Jaroslav Schaller v příslušném svazku své Vlastivědy sice uvádí, že ve vsi byl v roce 1405 kostel s vlastním farářem. Jeho citace je chybná, protože v erekční knize, na kterou odkazuje, žádný takový záznam není.

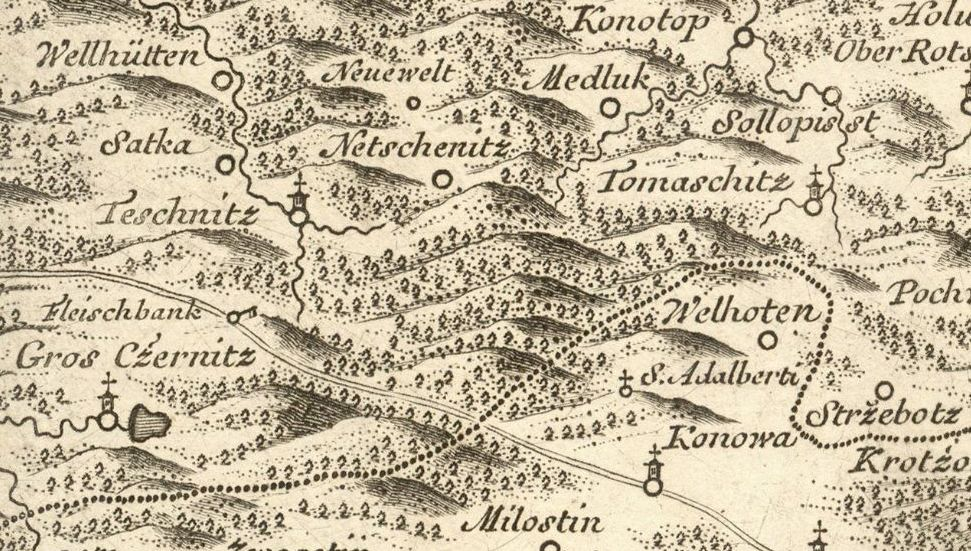
Deštnice (Teschnitz) s kostelem na Müllerově mapě z roku 1720

Není vyloučené, že jakási kaple v Deštnici stála v 17. století: naznačuje to skutečnost, že se podle matričních zápisů v Deštnici pohřbívalo ve čtyřicátých letech 17. století. Nejstarší bezpečný doklad o deštnickém kostele se nachází na Müllerově mapě Čech. Vyšla v roce 1720, Žatecký kraj byl ale mapovaný už v roce 1714. Kniha účtů kostela sv. Vavřince v Měcholupech, do jehož farnosti  deštnický kostel (zde důsledně nazývaný kaple) patřil, uvádí první zmínku o deštnické kapli k roku 1729. Pocheho akademický soupis památek uvádí – bez příslušného odkazu – jako rok výstavby stávající deštnické kaple 1783. Toto tvrzení je v rozporu s informacemi ve zmíněných účtech měcholupské farnosti. Podle nich proběhla její přestavba v roce 1777. Roku 1802 bylo rozhodnuto celou kapli zbořit. Ještě téhož roku byla z financí patronátního úřadu a místních obyvatel postavena nová kaple v dochované podobě.
Pozdně barokní jednolodní kostel na jižní straně návsi byl postaven v roce 1802. Má obdélný půdorys s půlkruhově zakončeným presbytářem orientovaným k jihovýchodu. Vstupní průčelí je zdůrazněné štítem. Fasády jsou bez výzdoby. Loď kostela má plochý strop, ale presbytář je zaklenutý valenou klenbou s lunetami. Presbytář je od lodi oddělen vítězným obloukem.
V roce 2013 byl kostel v nevyhovujícím stavu. Jen náklady na nezbytné opravy střechy byly tehdy vyčísleny na 150 000 korun.
V roce 2015 darovala církev kapli soukromníkovi. V současnosti (2018) probíhá celková rekonstrukce objektu financovaná majitelem. Její součástí jsou nové okenní vitráže, pořízené z příspěvků sponzorů. Z původního vybavení, uváděného v Pocheho příručce, se nedochovalo s výjimkou varhan a oltáře nic. Jednalo se o rokokový oltář ze druhé poloviny osmnáctého století, upravovaný v průběhu devatenáctého století. Oltářní obraz z roku 1864 byl dílem F. Krause. K vybavení dále patřila kazatelna s obrazy evangelistů z období okolo roku 1800.